# Антрозоологија
Антрозоологија, позната и као проучавање људи и животиња, је подскуп етнобиологије која се бави интеракцијама између људи и других животиња. То је интердисциплинарна област која се преклапа са другим дисциплинама укључујући антропологију, етнологију, медицину, психологију, социјални рад, ветеринарску медицину и зоологију. Главни фокус антрозоолошких истраживања је квантификација позитивних ефеката односа између људи и животиња на обе стране и проучавање њихових интеракција. Укључује научнике из области као што су антропологија, социологија, биологија, историја и филозофија.
Научници антрозоологије, као што је Паулин Бенет, препознају недостатак научне пажње посвећене нељудским животињама у прошлости, као и односима између људским и нељудских животиња, посебно у светлу величине животињских представа, симбола, прича и њиховог стварног физичког присуства у људским друштвима. Уместо јединственог приступа, ова област се тренутно састоји од неколико метода прилагођених из неколико дисциплина које учествују како би обухватиле односе између људи и животиња и повремене напоре да се развију методе sui generis.

## Области студија
- Интеракција и побољшање у интеракцијама животиња у заточеништву.
- Афективне (емоционалне) или релационе везе између људи и животиња
- Људске перцепције и веровања у односу на друге животиње
- Како се неке животиње уклапају у људска друштва
- Како се они разликују у различитим културама и како се мењају током времена
- Проучавање припитомљавања животиња: како и зашто су домаће животиње еволуирале од дивљих врста (палеоантрозоологија)[3]
- Заробљене животиње у зоолошком врту су повезане са чуварима
- Друштвена конструкција животиња и шта значи бити животиња
- Веза човека и животиње
- Паралеле између интеракције човека и животиње и интеракције човека и технологије
- Симболика животиња у књижевности и уметности
- Историја припитомљавања животиња
- Укрштања специзма, расизма и сексизма
- Место животиња у просторима у којима живе људи
- Религиозни значај животиња кроз људску историју
- Истраживање међукултуралног етичког третмана животиња
- Критичко вредновање злостављања и експлоатације животиња
- Ум, сопство и личност нељудских животиња
- Потенцијалне користи за здравље људи од поседовања кућних животиња
- Хибриди човека и животиње (где свака ћелија има делимично људски, а делимично животињски генетски садржај)
- Људско-животињске химере (где су неке ћелије људске, а неке животињског порекла)

## Раст поља
Тренутно постоје 23 колеџ програма у проучавању људи и животиња или сродној области у Сједињеним Америчким Државама, Канади, Уједињено Краљевство, Немачкој, Израелу и Холандији, као и додатних осам програма ветеринарских школа у Северној Америци и преко тридесет антрозоолошких организација у Сједињеним Америчким Државама, Канади, Уједињеном Краљевству, Аустралији, Француској, Немачкој, Новом Зеланду, Израелу, Шведској и Швајцарској.
У Уједињеном Краљевству, Универзитет у Ексетеру води магистериј из антрозоологије који истражује интеракције људи и животиња из антрополошке (међукултуралне) перспективе. Интеракције са људским животињама које укључују кућне љубимце такође проучава Волтам центар за исхрану кућних љубимаца, који је у партнерству са америчким националним институтом за здравље у истраживању интеракција људи и животиња у вези са развојем и старењем деце.
Сада постоје три примарне листе за научнике и студенте антрозоологије — H-Animal, Human-Animal Studies и НИЛАС, као и листа Critical Animal Studies.
Сада постоји преко десетина часописа који покривају питања антрозоологије, многи од њих основани у последњој деценији, и стотине антрозоолошких књига, од којих је већина објављена у последњој деценији (на пример Humanimalia). Brill, Berg, Johns Hopkins, Purdue, Columbia, Reaktion, Palgrave-Macmillan, University of Minnesota, University of Illinois и Oxford University Press нуде или антрозоолошку серију или велики број антрозоолошких књига.
Поред тога, 2006. године Институт за животиње и друштво почео је да организује стипендију за проучавање људи и животиња, шестонедељни програм у којем пред- и постдокторски научници раде на истраживачком пројекту антрозоологије на универзитету под вођством научника домаћина и научника на даљину. Почевши од 2011. године, Институт за животиње и друштво се удружио са Wesleyan Animal Studies, који ће бити домаћин стипендије у сарадњи са овим институтом. Такође постоји неколико антрозоолошких конференција годишње, укључујући оне које организују ИСАЗ и НИЛАС, као и конференција Minding Animals, одржана 2009. у Аустралији. Коначно, сада се предаје више антрозоолошких курсева него икада раније. Институт за животиње и друштво веб страница наводи преко 300 курсева (првенствено у Северној Америци, али такође укључујући Уједињено Краљевство, Нови Зеланд, Аустралију, Немачку и Пољску) у 29 дисциплина на преко 200 колеџа и универзитета, не укључујући преко 100 курсева правних факултета.

## Познати антрозоолози
- Паулин Бенет
- Дајан Фоси
- Џејн Гудол